# 跨性戀
跨性戀（英語：Attraction to transgender people），對於跨性別感到浪漫或性吸引力的人的對象可能是跨性別男性、跨性別女性、非常規性別或這些人的組合。此性取向可以是偶然的或一個人本身的愛好。
像跨性別族群一樣，被跨性別吸引的個體可能會認定自己為異性戀，同性戀，雙性戀，泛性戀或者不屬於這些類別。他們也可能認定自己為跨性別或順性別。